# Ahmed Hamada
Ahmed Hamada, född 18 september 1961, är en friidrottare från Bahrain. Han deltog vid olympiska sommarspelen 1984 och olympiska sommarspelen 1988.